# Зачин за брак
Зачин за брак (енгл. Hope Springs) је америчка романтична комедија из 2012. године у којој главне улоге тумаче Мерил Стрип и Томи Ли Џоунс. То је први пројекат на којем је Стрипова радила након филма Челична дама, за који је добила Оскара за најбољу главну глумицу.
Филм приказује стари брачни пар, који годинама спава у одвојеним собама, чијем барку прети крај, будући да су емоције и страсти нестале. Желећи да спасе то што је остало и да супруга задржи поред себе, Кеј заказује сеансе са психијатром. 

## Радња
Кеј и Арнолд Сомс (Мерил Стрип и Томи Ли Џонс) годинама спавају у посебној просторији, што онемогућава сваки физички контакт. Кеј мисли да им је потребна помоћ да оживе своју везу.
Кеј каже Арнолду (који ради за рачуноводствену фирму у Омахи) да је платила за њих двоје у програм брачног саветовања за др Бернија Фелда (Стив Карел) у приморском летовалишту у Мејну. Арнолд, створење гунђања и немаштовите рутине, мисли да нема ништа лоше у њиховом браку и не жели да уђе у авион да оде на ту једнонедељну брачну терапију, али на крају уђе у авион.
Прави изазов долазе из састанака које држи др Фелд док обоје покушавају да изразе своје емоције, оживе своју везу и пронађу искру због које су се заљубили када су се први пут видели. Састанци се одржавају свакодневно у канцеларији др. Фелда, који даје савете и поставља све искренија питања о њиховом сексуалном животу и како се осећају једни према другима. Арнолд ће бити љут и одбрамбени, масовно се опирући променама и неће моћи да види фрустрацију своје жене. Кеј, фрустриран Арнолдовом непослушношћу, узнемирен и са сузама у очима одлази у бар, где излива своје срце бармену. Арнолд, у међувремену, посећује поморски музеј.
Када су поново заједно, проводе ноћ у кревету, први пут у годинама, а Кеј устаје ујутру да би је Арнолд загрлио. Са овим знаком напретка, др Фелд предузима нову акцију. Покушавају интимност у кревету, у свом хостелу и у биоскопу где се суочавају са катастрофалним последицама. Арнолд организује романтичну вечеру једне ноћи у луксузном хотелу где покушавају да воде љубав испред камина, али ствари не иду. На њиховој последњој седници, др Фелд им каже да су много напредовали и да треба да оду кући па да иду на партијску терапију.
Код куће у Омахи, изгледа да се дневна рутина наставља. Обоје леже у својим креветима и покушавају да заспу. Арнолд је тај који коначно устаје, узима свој огртач и одлази у собу своје жене. Кеј се надвија док Арнолд седа поред њега и нежно се грли. Вођење љубави које следи је вруће, природно и тихо интензивно. Већ ујутру је било јасно да се њихов брак променио. На крају приче, они обнављају своје венчане завете на плажи у присуству др Фелда и њихове деце, обећавајући да ће бити више разумевања и тактичности једни према другима.

## Главне улоге
| Глумац        | Улога         |
| ------------- | ------------- |
| Мерил Стрип   | Кеј           |
| Томи Ли Џоунс | Арнолд        |
| Стив Карел    | др Берни Фелд |
| Елизабет Шу   | Карен         |
| Џин Смарт     | Ејлин         |
| Мими Роџерс   | Керол         |